# Giải thưởng Điện ảnh Hồng Kông lần thứ 18
Giải thưởng Điện ảnh Hồng Kông lần thứ mười tám được tổ chức ngày 25 tháng 4 năm 1999 tại Hồng Kông.

## Danh sách các đề cử và giải thưởng
| Phim hay nhất                                 | Phim hay nhất                                           | Phim hay nhất |
| Phim                                          | Tên tiếng Anh                                           |               |
| --------------------------------------------- | ------------------------------------------------------- | ------------- |
| Dã thú hình cảnh (野獸刑警)                   | Beast Cops                                              |               |
| Phong Vân hùng bá thiên hạ (風雲雄霸天下)     | The Storm Riders                                        |               |
| Khứ niên yên hoa đặc biệt đa (去年煙花特別多) | The Longest Summer                                      |               |
| Pha lê chi thành (玻璃之城)                   | City of Glass                                           |               |
| Ngã thị thùy (我是誰)                         | Who Am I?                                               |               |
| Đạo diễn xuất sắc nhất                        |                                                         |               |
| Đạo diễn                                      | Phim                                                    |               |
| Trần Gia Thượng Lâm Siêu Hiền                 | Dã thú hình cảnh                                        |               |
| Quan Cẩm Bằng                                 | Dũ khoái nhạc dũ đọa lạc                                |               |
| Du Đạt Chí                                    | Ám hoa                                                  |               |
| Trương Uyển Đình                              | Pha lê chi thành                                        |               |
| Trần Quả                                      | Khứ niên yên hoa đặc biệt đa                            |               |
| Kịch bản hay nhất                             |                                                         |               |
| Biên kịch                                     | Phim                                                    |               |
| Trần Gia Thượng Trần Khánh Gia                | Dã thú hình cảnh                                        |               |
| Trương Uyển Đình La Khải Nhuệ                 | Pha lê chi thành                                        |               |
| Trần Quả                                      | Khứ niên yên hoa đặc biệt đa                            |               |
| Tư Đồ Cẩm Nguyên Du Nãi Hải Chu Yến Nhàn      | Phi thường đột nhiên                                    |               |
| Tư Đồ Cẩm Nguyên Du Nãi Hải                   | Ám hoa                                                  |               |
| Nam diễn viên chính xuất sắc nhất             |                                                         |               |
| Diễn viên                                     | Phim                                                    |               |
| Hoàng Thu Sinh                                | Dã thú hình cảnh                                        |               |
| Thiên Diệp Chân Nhất                          | Phong Vân hùng bá thiên hạ                              |               |
| Lưu Thanh Vân                                 | Ám hoa                                                  |               |
| Lương Triều Vĩ                                | Ám hoa                                                  |               |
| Lê Minh                                       | Pha lê chi thành                                        |               |
| Thành Long                                    | Ngã thị thùy                                            |               |
| Nữ diễn viên chính xuất sắc nhất              |                                                         |               |
| Diễn viên                                     | Phim                                                    |               |
| Ngô Quân Như                                  | Cổ hoặc tử tình nghĩa thiên chi Hồng Hưng Thập Tam Muội |               |
| Thư Kỳ                                        | Pha lê chi thành                                        |               |
| Khâu Thục Trinh                               | Dũ khoái nhạc dũ đọa lạc                                |               |
| Lương Nghệ Linh                               | Chân tâm anh hùng                                       |               |
| Viên Vịnh Nghi                                | Ngã ái nễ                                               |               |
| Nam diễn viên phụ xuất sắc nhất               |                                                         |               |
| Diễn viên                                     | Phim                                                    |               |
| Đàm Diệu Văn                                  | Dã thú hình cảnh                                        |               |
| Phương Trung Tín                              | Mỗi thiên ái nễ 8 tiểu thời                             |               |
| Tằng Chí Vĩ                                   | Dũ khoái nhạc dũ đọa lạc                                |               |
| Trương Gia Huy                                | Đổ hiệp 1999                                            |               |
| Lý Xán Sâm                                    | Khứ niên yên hoa đặc biệt đa                            |               |
| Nữ diễn viên phụ xuất sắc nhất                |                                                         |               |
| Diễn viên                                     | Phim                                                    |               |
| Thư Kỳ                                        | Cổ hoặc tử tình nghĩa thiên chi Hồng Hưng Thập Tam Muội |               |
| Thư Kỳ                                        | Phong Vân hùng bá thiên hạ                              |               |
| Dương Cung Như                                | Cổ hoặc tử tình nghĩa thiên chi Hồng Hưng Thập Tam Muội |               |
| Xa Nguyên Nguyên                              | Dã thú hình cảnh                                        |               |
| Lý Huệ Mẫn                                    | 9413                                                    |               |
| Diễn viên mới xuất sắc nhất                   |                                                         |               |
| Diễn viên                                     | Phim                                                    |               |
| Tạ Đình Phong                                 | Tân cổ hoặc tử chi thiếu niên kích đấu thiên            |               |
| Cốc Tổ Lâm                                    | Khứ niên yên hoa đặc biệt đa                            |               |
| Mông Gia Tuệ                                  | Phi thường đột nhiên                                    |               |
| Hà Hoa Siêu                                   | Khứ niên yên hoa đặc biệt đa                            |               |
| Ngô Ngạn Tổ                                   | Pha lê chi thành                                        |               |